# ستيفن إس. نورتن
ستيفن إس. نورتن (بالإنجليزية: Stephen S. Norton)‏ هو مصور سينمائي أمريكي، ولد في 13 أكتوبر 1877 في بالميرا في الولايات المتحدة، وتوفي في 14 مارس 1951 في لوس أنجلوس في الولايات المتحدة.

## وصلات خارجية
- ستيفن إس. نورتن على موقع IMDb (الإنجليزية)
- ستيفن إس. نورتن على موقع قاعدة بيانات الأفلام السويدية (السويدية)
- ستيفن إس. نورتن على موقع قاعدة بيانات الفيلم (الإنجليزية)